# Иоанн Милютин
Иоа́нн Милю́тин (начало XVII века — вторая половина XVII века) — православный священник, книжник, профессиональный писец, писатель
-агиограф, автор сборника Четьи-минеи.
Иоанн Милютин родился в Балахне. В декабре 1631 года Иоанн Милютин приходит в Троице-Сергиев монастырь. Милютин здесь встретился со своим земляком — бывшим соборным протопопом города Балахны старцем-книгохранителем Троице-Сергиева монастыря Иоасафом Кирьяковым. Иоасаф, зная Иоанна, как юношу из зажиточной и, вероятно, духовной семьи,  возможно приходясь ему отчасти и родственником, знакомит его с выдающимся книгописцем того времени в обители Сергиевой — иеромонахом старцем Германом Тулуповым и открывает ему доступ в книгохранилище. Здесь же Иоанн Милютин знакомится с архимандритом Дионисием — настоятелем монастыря. Впоследствии Иоанн о всех троих отзывался как о духовных наставниках. Иоанн становится священником в приходской церкви Рождества Христова в Верхней Служней слободе, которая находится 300 метрах от стен Троице-Сергиева монастыря (в настоящее время это улица Карла Маркса дом 6/2, города Сергиева Посада). После смерти Дионисия и Германа, в 1646 году Иоанн Милютин начинает свою работу над своим сборником Четьи-минеи, которую он закончил в 1654 году. В его работе при создании сборника из 12 книг ему помогали три его сына, которые были отроками в это время. Милютин, пользуясь трудами Тулупова, сокращал и переделывал имевшиеся у него под руками жития, опуская из них предисловия, а также похвальные слова; в отличие от Германа Тулупова, Иоанн Милютин пользовался большим количеством русских источников для составления своего сборника; и в этом отношении жития русских святых по содержанию превзошли жития, составленные Германом. В послесловии к каждому месяцу Четьи-минеи Иоанн поместил следующее четверостишие: «Небеси убо высота неиспытаема, земли же широта и долгота неосяжема, морю же глубина неизмерима, святых же чудеса неисчетна и недоумеваема».